# Franz Linden (Bildhauer)
Franz Linden (* 2. Dezember 1873 in Aachen; † 10. Juni 1923) war ein deutscher Bildhauer.
Der gebürtige Aachener Linden studierte von 1904 bis 1910 an der Düsseldorfer Kunstakademie bei Karl Janssen. Nach seinem Studium lebte er weiter in Düsseldorf und wirkte vorwiegend dort.

## Werke
- Aachen
  - Alfred-von-Reumont-Denkmal anlässlich der hundertsten Wiederkehr seines Geburtstages wurde es am 9. Juli 1910 im Stadtgarten enthüllt[3][4]
  - Alfred-von-Reumont-Denkmal, neben dem Ponttor (1909)
- Düsseldorf
  - Marienaltar aus Laaser Marmor in der St.-Antonius-Kirche (1910)[5]
  - Pietà (Beweinung) als Kriegerdenkmal 1914–1918 in der kath. Pfarrkirche Heilig Geist in Pempelfort (geschaffen 1919, errichtet 1921)[6]
- Stuttgart
  - Wasserspendende Nymphe, ursprünglich als Brunnenfigur im Rosengarten (ca. 1910)
ohne den Brunnen auf dem Pragfriedhof erhalten
- Trier
  - Kolossalstatue des St. Petrus in der „Basilika“
- Wetter (Ruhr)
  - Hauptfriedhofsdenkmal (1913)
- Ronsdorf (heute Wuppertal)
  - Jahn-Brunnen zur Erinnerung an den Turnvater Friedrich Ludwig Jahn, am 25. September 1910[7] an der Turnhalle an der Scheidtstraße enthüllt
Der Brunnen liegt seit Jahren trocken.

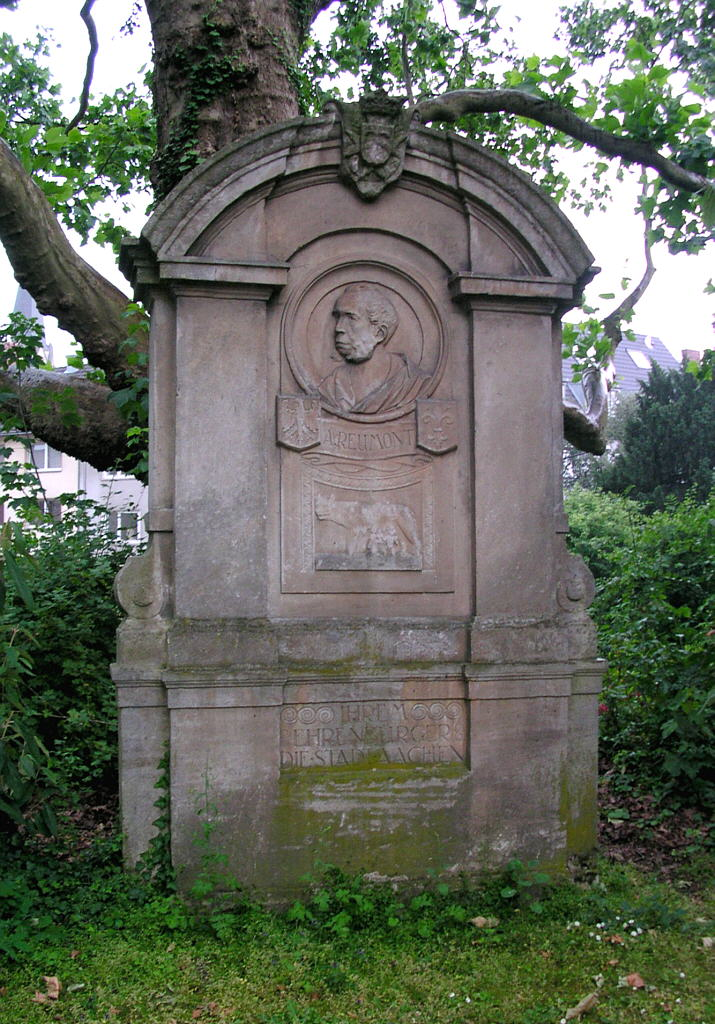
Alfred-von-Reumont-Denkmal, Aachen
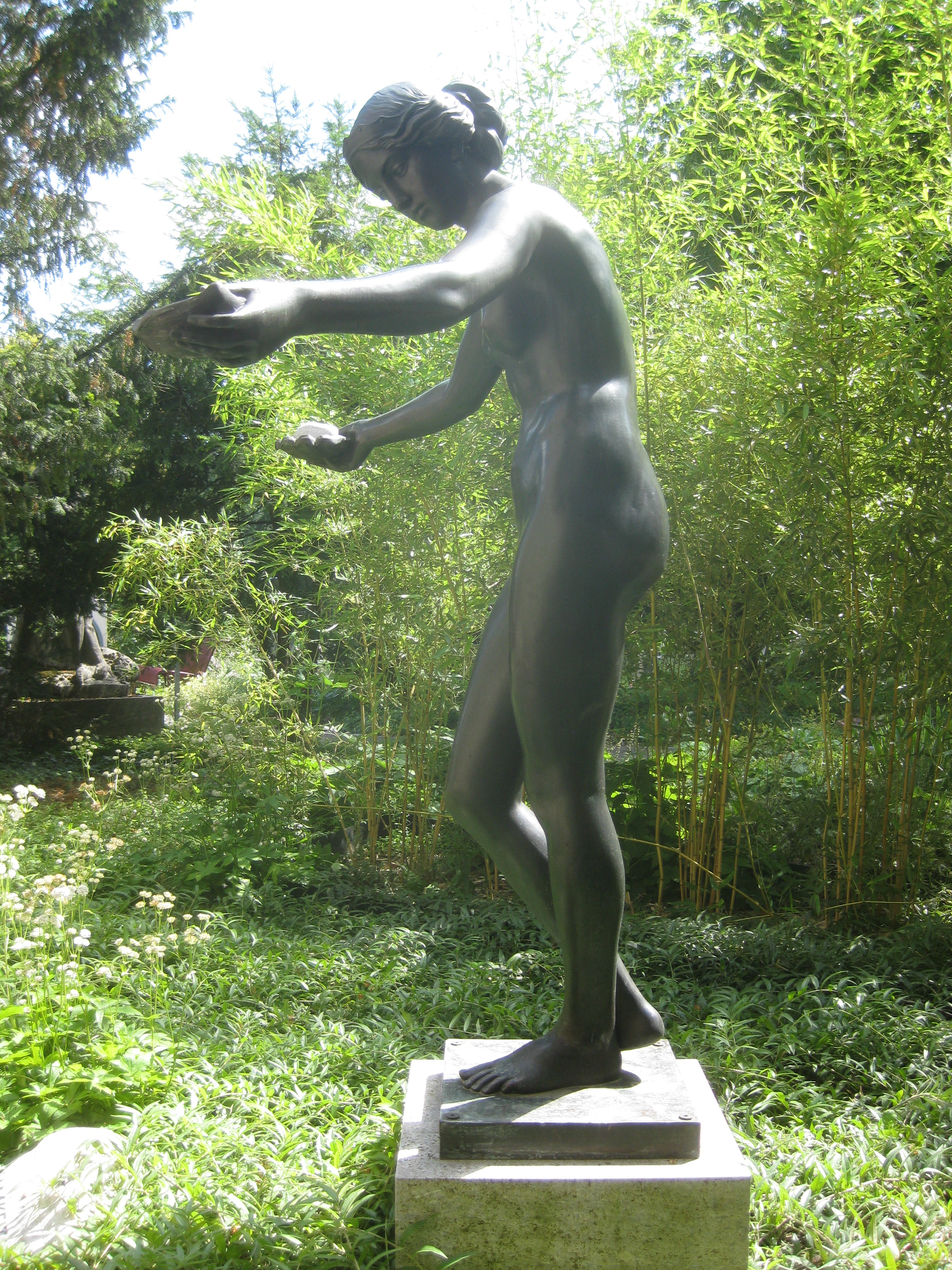
Wasserspendende Nymphe, Stuttgart
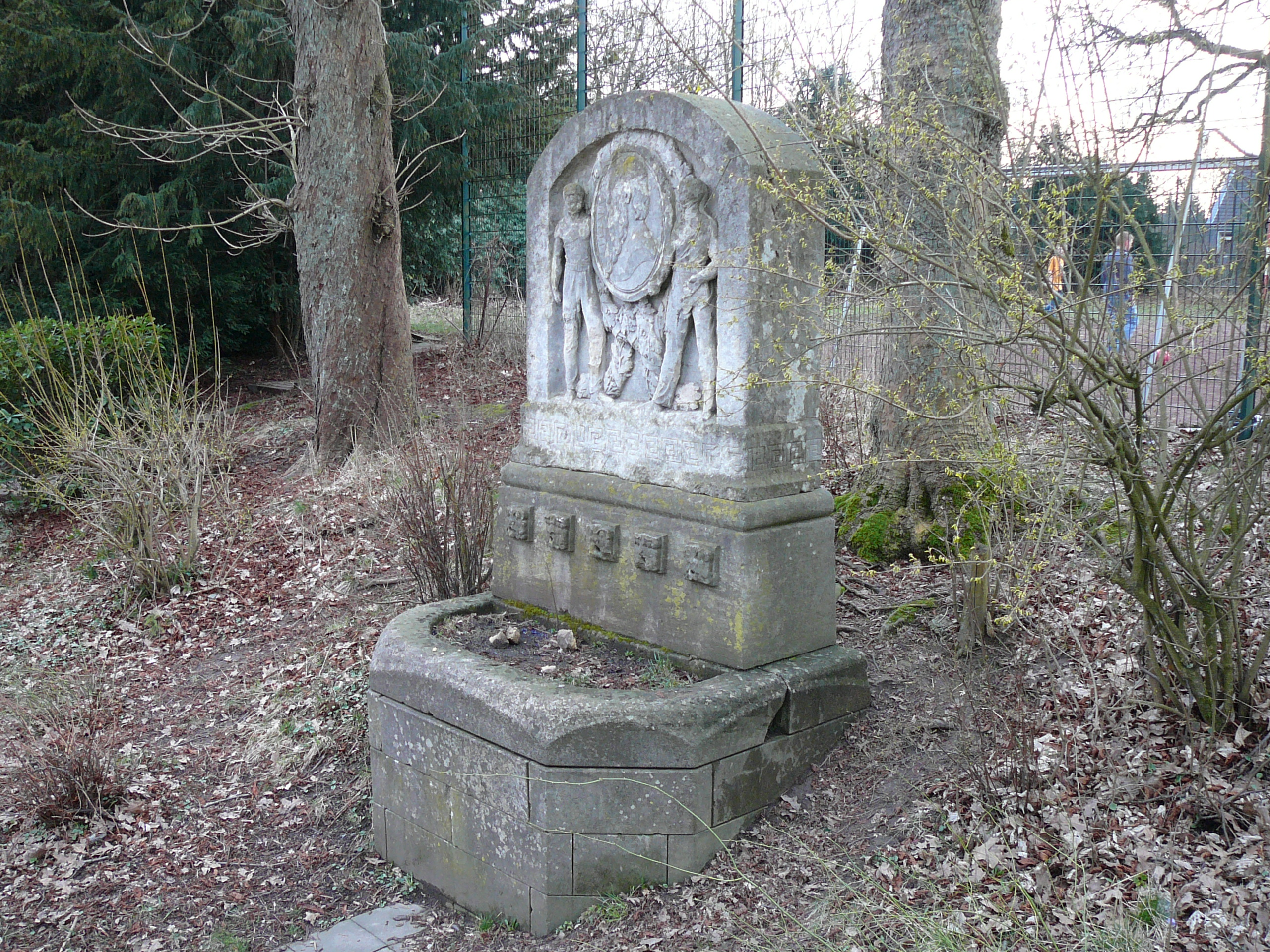
Jahn-Brunnen, Wuppertal